# Wydział Filologiczny Uniwersytetu Rzeszowskiego
Wydział Filologiczny Uniwersytetu Rzeszowskiego (WF UR) – jeden z piętnastu wydziałów Uniwersytetu Rzeszowskiego powstały w 1965 roku wraz z powstaniem Wyższej Szkoły Pedagogicznej w Rzeszowie, która została przekształcona w 2001 roku po połączeniu z filiami innych uczelni w Uniwersytet Rzeszowski. Kształci studentów na dwóch kierunkach filologicznych, należących do nauk humanistycznych, na studiach stacjonarnych oraz niestacjonarnych.
W ramach Wydziału Filologicznego znajdują się 3 instytuty i 1 katedra. Aktualnie zatrudnionych jest 116 pracowników naukowo-dydaktycznych (z czego 12 na stanowisku profesora zwyczajnego, 20 na stanowisku profesora nadzwyczajnego ze stopniem naukowym doktora habilitowanego, 83 adiunktów ze stopniem doktora oraz 11 asystentów z tytułem magistra). Wydział współpracuje również z emerytowanymi profesorami, których autorytet wspiera zarówno proces dydaktyczny, jak i przede wszystkim wymianę międzynarodową.
Według stanu na 2012 rok na wydziale studiuje łącznie 1919 studentów (w tym 1429 na studiach dziennych, 490 na studiach zaocznych) oraz 108 doktorantów, odbywających studia doktoranckie w ramach Wydziałowego Studium Doktoranckiego.

## Historia
Wydział Filologiczny powstał jako jeden z pierwszych wydziałów powołanych do życia decyzją Ministerstwa Oświaty i Szkolnictwa Wyższego po utworzeniu w Rzeszowie w 1965 roku Wyższej Szkoły Pedagogicznej. Początkowo wydział ten złożony był z dwóch katedr: filologii polskiej i rosyjskiej, które na przełomie lat 70. i 80. XX wieku zostały przekształcone w instytuty. Pod koniec lat 80. XX wieku utworzono także Katedrę Filologii Germańskiej, a w 1995 roku Katedrę Filologii Angielskiej. Ważnymi wydarzeniami było uzyskanie przez wydział w 1993 roku uprawnień do nadawania stopnia doktora nauk humanistycznych w zakresie literaturoznawstwa, a w 1996 roku w zakresie językoznawstwa. W 2001 roku Wydział Filologiczny wszedł w struktury nowo powstałego Uniwersytetu Rzeszowskiego. W latach 2019–2024 jednostki należące do Wydziału funkcjonowały w ramach Kolegium Nauk Humanistycznych Uniwersytetu Rzeszowskiego. Od 1 stycznia 2025 roku, na mocy Statutu UR, Wydział został odtworzony.

## Kierunki kształcenia
Dostępne kierunki:
- Dziennikarstwo i komunikacja społeczna (studia I i II stopnia)
- Filologia angielska (studia I i II stopnia)
- Filologia germańska (studia I i II stopnia)
- Filologia polska (studia I i II stopnia)
- Filologia rosyjska (studia I i II stopnia)
- Lingwistyka stosowana (studia I i II stopnia)
- Logopedia z nauczaniem języka polskiego jako obcego (studia I stopnia)
- Media, Visual and Social Communication (studia I stopnia)
- Nauczanie języków obcych – język angielski i rosyjski (jednolite studia magisterskie)

## Poczet dziekanów
1. prof. dr hab. Stanisław Uliasz (2001–2008)
2. prof. dr hab. Kazimierz Ożóg (2008–2012)
3. dr hab. Zenon Ożóg (2012–2019)
4. dr hab. Agnieszka Myszka (od 2025)

## Władze Wydziału
Od 1 stycznia 2025:
| Stanowisko | Imię i nazwisko          |
| ---------- | ------------------------ |
| Dziekan    | dr hab. Agnieszka Myszka |
| Prodziekan | dr hab. Krzysztof Nycz   |

## Struktura organizacyjna

### Instytut Anglistyki
Dyrektor: dr hab. Elżbieta Rokosz
- Zakład Językoznawstwa Stosowanego i Kognitywnego
- Zakład Współczesnego i Historycznego Językoznawstwa Angielskiego i Porównawczego
- Zakład Przekładoznawstwa
- Pracownia Języków Specjalistycznych
- Zakład Badań nad Dyskursem
- Zakład Literatur i Kultur Krajów Anglojęzycznych
- Pracownia Komparatystyki

### Instytut Germanistyki
Dyrektor: dr Małgorzata Sieradzka
- Zakład Językoznawstwa Germanistycznego i Translatoryki
- Zakład Komunikacji Specjalistycznej i Językoznawstwa Ogólnego
- Pracownia Językoznawstwa Teoretycznego i Kontrastywnego
- Pracownia Glottodydaktyki i Komunikacji Interkulturowej
- Pracownia Literatury i Kultury Krajów Niemieckojęzycznych

### Instytut Lingwistyki Stosowanej
Dyrektor: dr hab. Agnieszka Mac
- Zakład Teorii Komunikacji Językowej i Badań Kulturowych
- Zakład Lingwistyki Mediów

### Instytut Polonistyki i Dziennikarstwa
Dyrektor: dr hab. Arkadiusz Luboń
- Zakład Literatury Staropolskiej i Polskiego Oświecenia
- Zakład Literatury i Kultury XIX Wieku oraz Badań Mitoznawczych
- Zakład Literatury Polskiej XX i XXI Wieku
- Zakład Badań nad Literaturą i Edukacją Polonistyczną
- Zakład Teorii i Antropologii Literatury
- Zakład Kultury Mediów
- Zakład Lingwistyki Kulturowej i Komunikacji Społecznej
- Zakład Pragmatyki Komunikacyjnej
- Zakład Onomastyki

### Instytut Slawistyki
Dyrektor: dr hab. Anna Rudyk
- Zakład Językoznawstwa Porównawczego
- Zakład Językoznawstwa Stosowanego
- Pracownia Literatury Rosyjskiej

### Pozostałe jednostki
- Centrum Polonijne
- Ośrodek Badawczo-Dydaktyczny i Transferu Wiedzy Tekst – Dyskurs – Komunikacja
- Studium Języków Obcych